# Protobaicalina multispinosa
Protobaicalina multispinosa är en nattsländeart som först beskrevs av Wolfram Mey 1994.  Protobaicalina multispinosa ingår i släktet Protobaicalina och familjen Apataniidae. Inga underarter finns listade i Catalogue of Life.